# Sam Thompson (personalidade de TV)

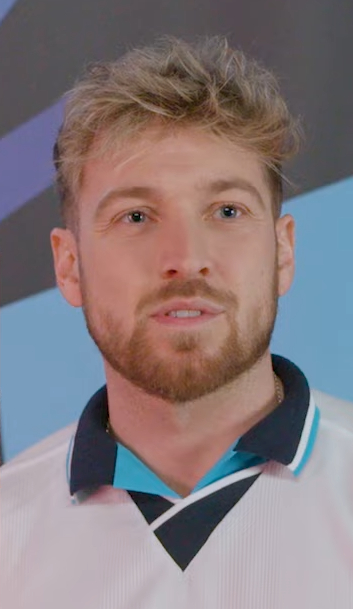

Samuel Robert De Courcy Thompson (2 de agosto de 1992), é uma personalidade da televisão e apresentador de rádio inglês. Entre 2013 e 2021, ele apareceu em Made in Chelsea. Ele também é conhecido por aparecer como concorrente no Celebrity Big Brother, Celeb SAS who Dares Wins, terminando em terceiro lugar, no Celebrity Coach Trip e várias vezes em Celebs Go Dating. Em 2022, ele começou a apresentar um programa de rádio aos domingos na Hits Radio. Em 2023, ele começou a aparecer como palestrante regular no Love Island: Aftersun, além de co-apresentar o podcast Love Island: The Morning After e vencer a vigésima terceira temporada de I’m a Celebrity…Get Me Out of Here!.

## Carreira
Em 2013, foi sucedido para o reality show da E4 Made In Chelsea. Thompson deixou o show por um tempo, mas depois voltou, por indevidação.
Em 2017, ele foi um dos participantes do Celebrity Big Brother 20. Ele terminou em terceiro lugar, atrás de Sarah Harding e Amelia Lily. Em 2018, 2019 e 2020, ele apareceu na quarta, sexta e nona séries como convidado no Celebs Go Dating, tornando-se o membro do elenco mais frequente do programa. Em 2019, Sam foi um dos concorrentes do Celebrity Coach Trip 4. Ele também participou do Celebrity SAS: Who Dares Wins, onde foi gritado por Ant Middleton.
Em 2021, Thompson estava no The Celebrity Circle com Pete Wicks, e eles ficaram em segundo lugar. Thompson também posta regularmente no TikTok, participando de pegadinhas, danças e criando vários outros vídeos.
Em 2022, ele começou uma nova carreira como apresentador de rádio, apresentando um programa de rádio aos domingos na Hits Radio. Em janeiro de 2023, foi anunciado que Thompson seria um palestrante regular no Love Island: Aftersun, ao lado de Indiyah Polack, bem como os novos apresentadores do podcast Love Island: The Morning After.
Em dezembro de 2023, Thompson venceu a vigésima terceira série de I'm a Celebrity...Get Me Out of Here!.

## Vida pessoal
Thompson é torcedor do Chelsea FC e foi educado no Bradfield College. Sua mãe, Karen, uma incorporadora imobiliária, teve participações especiais com sua irmã, a ex-integrante do elenco principal Louise Thompson, no reality show Made in Chelsea.
Desde 2019, Thompson mantém um relacionamento com a integrante do elenco de Love Island, Zara McDermott. Em 2023, ele foi diagnosticado com TDAH, Síndrome de Tique e Autismo. Thompson é amigo íntimo da personalidade da televisão inglesa Pete Wicks.

## Televisão
| Ano             | Título                                | Notas                         |
| --------------- | ------------------------------------- | ----------------------------- |
| 2013–2021       | Made In Chelsea                       | Membro do elenco              |
| 2015            | Celebrity Fifteen to One              | Concorrente                   |
| 2017            | Celebrity Big Brother                 | Companheiro de casa; 3º lugar |
| 2017            | Sunday Brunch                         | Convidado                     |
| 2018            | Celebs Go Dating                      | Membro do elenco              |
| 2018            | I'm a Celebrity: Extra Camp           |                               |
| 2018            | CelebAbility                          | Convidado                     |
| 2018            | Celebrity Ghost Hunt                  | Concorrente                   |
| 2019            | Coach Trip                            | Concorrente                   |
| 2019            | Celebs Go Dating                      | Membro do elenco              |
| 2019            | SAS: Who Dares Wins                   | Concorrente                   |
| 2020            | The Wheel                             | Especialista em celebridades  |
| 2020            | I'm a Celebrity...The Daily Drop      | Convidado                     |
| 2021            | The Celebrity Circle                  | Concorrente; 2º lugar         |
| 2021            | Steph's Packed Lunch                  |                               |
| 2021            | Tipping Point                         | Concorrente                   |
| 2021            | CelebAbility                          |                               |
| 2021            | Take Off with Bradley & Holly         |                               |
| 2021            | Football Focus                        |                               |
| 2023 – presente | Love Island: Aftersun                 | Palestrante regular           |
| 2023            | I'm a Celebrity...Get Me Out of Here! | Concorrente (Vencedor)        |